# Marian de Saint-Antoine

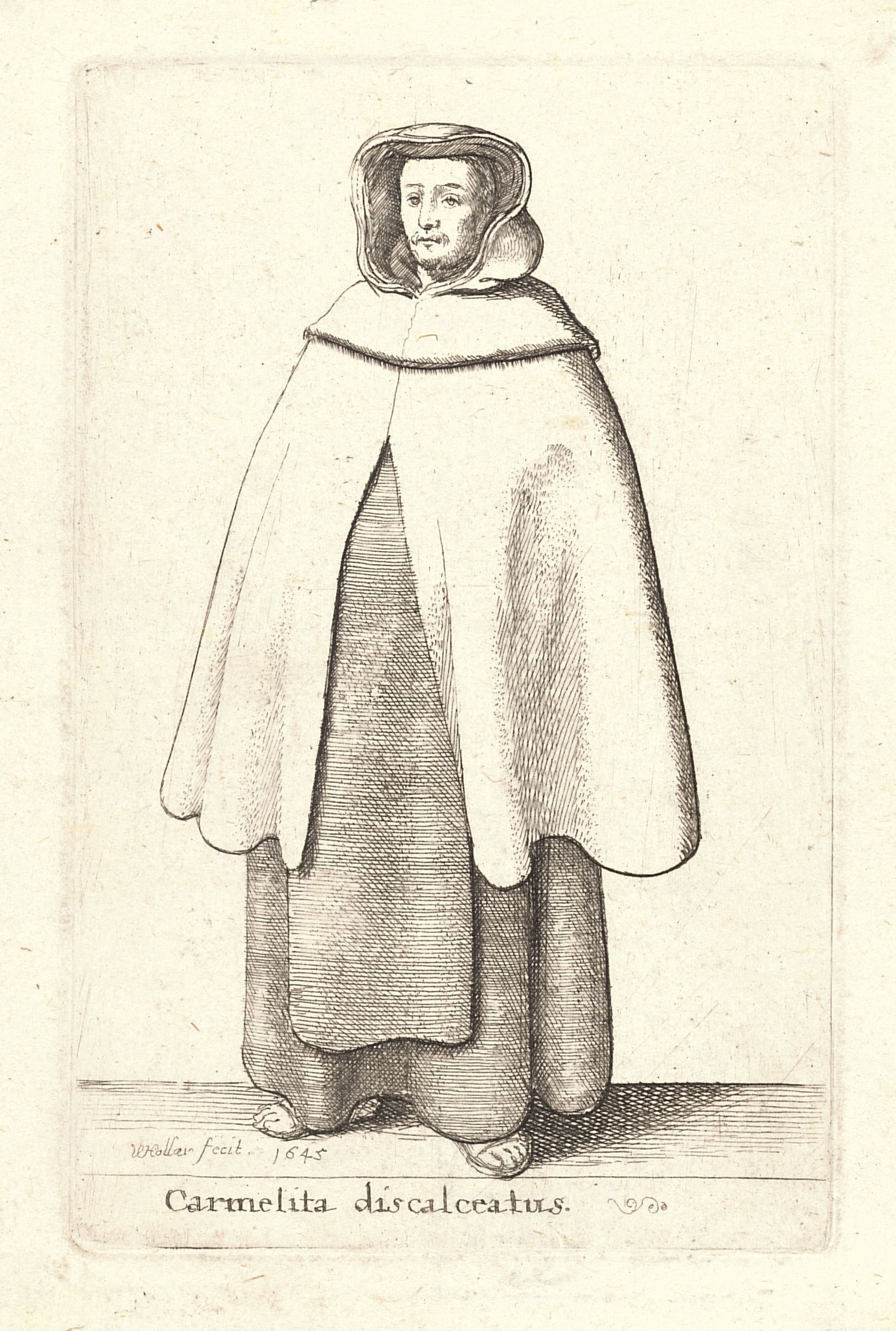
Een ongeschoeide karmeliet

Lambert Barthélémi Thomas, beter bekend met zijn kloosternaam Marian de Saint-Antoine (Luik, oktober 1726 – Luik, 26 november 1801) was een dichter in het Waals. Hij leefde als kloosterling bij de ongeschoeide karmelieten in het prinsbisdom Luik.

## Levensloop
In 1745 trad hij in het klooster van de ongeschoeide karmelieten in Luik, in het prinsbisdom Luik. Hij gaf les in het klooster over filosofie en theologie, en was tevens verantwoordelijk voor het noviciaatshuis gelegen in Visé, nabij Luik.
Met de installatie van de Luikse republiek in 1789 was Marian ontevreden. Hij beschreef de chaos in het voormalige prinsbisdom, alsook de hongersnood en de vernielzucht van de revolutionairen. Hij betreurde enorm de afbraakwerken van de majestueuze Sint-Lambertuskathedraal, die ooit de bisschopskerk was van de Luikse prins-bisschoppen. Marian vond de grootschalige diefstal van de kerkschatten driest. Van deze tijd dateert zijn meesterwerk, het gedicht in het Luiks dialect, getiteld Pasquèye di Dj’han Sâpire, pwèrteû as sètch. In het Nederlands: Aanklacht door Jean Serpillère, drager van zakken. Marian voerde een man op die ooit behoorde tot de gilde van zakkendragers in Luik. Deze man verwoordde, in rijmen, de ideeën van Marian over de Luikse Revolutie. Het gedicht bestaat uit 264 octosyllabi. Een octosyllabus is een vers die uit 8 lettergrepen bestaat.
Wanneer de Luikse Revolutie vorderde en de Fransen het bewind overnamen in Luik, verzoende Marian zich met de revolutionairen. Marian steunde het Franse bewind in Luik. Hij gaf een sneer naar Luikse priesters die het Franse bestuur heimelijk bekampten. Het satirisch dichtwerk heeft als titel Apolodjèye des priyèsses qu’ont fait l’sèrmint, conté les indjeures èt calomnèyes des non-djureûs. In het Nederlands: "Lofzang voor priesters die trouw zwoeren" (aan het Frans regime); zang tegen de verwijten en laster door de niet-gezworenen (rebellerende clerus). Het dichtwerk bestaat uit 496 octosyllabi.
In 1797 verliet hij de Karmelieten, van wie het klooster ophield te bestaan op Frans bevel. Hij werd aalmoezenier van de Ursulinen in Luik. Zij mochten van de Fransen hun klooster behouden, omdat ze een onderwijsfunctie hadden. Marian stierf onbekend in 1801.

## Werken
- Les regrets de la patrie. Gedicht naar aanleiding van het afscheid van de burgemeesters Van den Steen en Hayme, in Luik (1766).
- Pasquèye di Dj’han Sâpire, pwèrteû ds sètch (circa 1796, gedeeltelijk uitgegeven)
- Apolodjèye des priyèsses qu’ont fait l’sèrmint, conté les indjeures èt calomnèyes des non-djureûs (circa 1800, gedeeltelijk uitgegeven)

In de 19e en 20e eeuw werd het werk van Marian in haar integraliteit uitgegeven. Marian bleek de laatste grote Waalse dichter te zijn van het ancien régime.